# 北の人名録
『北の人名録』（きたのじんめいろく）は倉本聰のエッセイ集である。1982年に新潮社に刊行、2009年に新潮文庫に刊行した。

## 初出誌一覧
- 『北海ヘソ縁起』（1978年3月・中央公論）
- 『いるかい』（1978年・別冊文藝春秋秋号）
- 『山口』（1979年・別冊小説新潮冬号）
- 『夢か』（1979年・別冊小説新潮夏号）
- 『メロン崩れたり』（1979年・別冊小説新潮秋号）
- 『冬将軍馳ける』（1980年・別冊小説新潮冬号）
- 『アウト』（1980年・別冊小説新潮春号）
- 『煙、たびなく』（1980年・別冊小説新潮夏号）
- 『闇夜の鍋』（1980年・別冊小説新潮秋号）
- 『ありンす（1981年1月・小説新潮）』
- 『さらば、リンさん』（1981年2月・小説新潮）
- 『ああ!　流氷』（1981年5月・小説新潮）
- 『北大神田書店』（1981年6月・小説新潮）
- 『赤頭巾ちゃん、起さないで』（1981年7月・小説新潮）
- 『フィーバー・空知川』（1981年10月・小説新潮）
- 『雪虫の朝』（1982年1月・小説新潮）